# Gaël Texier
 (décembre 2014).
Gaël Texier est une taekwondoïste canadienne, née le 16 septembre 1975.

## Biographie

### Historique académique
En 2000, elle obtient son baccalauréat en informatique de gestion de l’UQAM. Elle obtient également une maîtrise en sécurité informatique de l’École polytechnique de Montréal en 2003. Puis également une certification CISA.

### Carrière sportive
Elle commence le taekwondo en 1987 dans la région de l’Amiante avec Martin Dostie sous la direction de Maître Daniel Richer. 
Elle obtient sa ceinture noire avec succès en 1989. Elle poursuit son entraînement dans la région de Québec sous le volet Sport-Études Taekwondo tout en poursuivant ses études au Cégep Garneau. Elle s’entraine donc plus de 20 heures par semaine. 
Afin d’avoir plusieurs partenaires d’entraînement de haut niveau, elle déménage dans la région de Montréal et ensuite vers Toronto pour poursuivre son entraînement sous la supervision de Maître Kim In Kyung, 4 fois champion du monde.
À chaque année, elle s’exile en Corée du Sud ou Europe afin de participer à des camps d’entraînement avec les meilleurs au monde. Ce qui lui permet de se hisser sur les plus hautes marches du podium à plusieurs reprises dans les évènements internationaux tels que championnat du monde, coupe du monde francophone, Jeux pan américain, championnat pan américain…
Elle prend sa retraite en 2004.
Sa passion ne l’a pas quitté, car elle crée en 2010 un centre d’arts martiaux Acadé-Kicks puis crée également le programme Sport-Études Taekwondo, conjointement avec Maître Kim In Kyung, destiné aux athlètes Québécois afin de leur apporter le support et l’encadrement nécessaire pour réaliser leurs objectifs sportifs.

## Palmarès
- 1994 – Bronze, Championnat Panaméricain, Costa Rica
- 1999 – Bronze, Championnat du monde, Edmonton, Winnipeg
- 1999 – Bronze, Jeux Panaméricain, Manitoba, Winnipeg
- 2001 – 15e championnat du monde, Jeju, Corée
- 2002 – 6e Coupe du Monde Tokyo, Japon
- 2002 – Argent, coupe du monde Francophone, Paris, France
- 2002 – Bronze, championnat Pan Américain, Quito, Équateur
- 2002 – Bronze, championnat Tunésie Open
- 2003 – 10e, championnat du monde, Garmisch-Partenkirchen

En plus d'être championne canadienne 1999-2001-2002-2003-2004 et reconnu athlète d’excellence et subventionné par Sport-Canada de 1999 à 2004.